# ないとバード
『ないとバード』は、里見桂による日本の漫画作品。

## 概要
『週刊少年サンデー』に1985年15号から1986年30号まで連載された。単行本は連載雑誌刊行元の小学館より、少年サンデーコミックスとして全7巻が発刊され、1996年に大都社からワイド版全4巻が発刊されている。話数表記は「STEAL.○」。

## あらすじ
大都会の闇夜を駆け抜ける怪盗・ナイトバード。ハイテク機器を使っていろいろなものを……時には人の心まで盗んでしまう。女怪盗・ミンがパートナーとなり、さらに盗みを続けていくうちに、自分の秘密に行き着いてしまう。
バードの両親、柏木博士と高原博士らは（当時）東西に分かれて冷戦を行っていた世界を平和をもたらすため、バードを含めて7人の人物を世界中から選び、不慮の事故などで死なないよう超人的な能力を授けた上で記憶を消去して解放した。不慮の事態に拠らずに7人が死亡するのは東西陣営の全面戦争が勃発した場合だと考え、7人が死亡した場合には地球の核（コア）にミサイルを発射し、世界を破滅させる仕掛けを作り、東西陣営の首脳陣に警告を発した。
バードが最後のブレスレット所持者になった時、バードの実の妹を名乗る里緒が現れ、世界征服を持ちかける。バードはこれに反対し、ついには妹を殺すことになるが、誤って装置が起動。ミサイル発射まで残り1週間となる。この装置を停止させる仕掛けがブラジルのアマゾンのある村に残されていることを知ると、バードは世界征服を破滅から救うためにアマゾンへ向かう。

## 登場人物
ナイトバード
ハイテク機器を操る怪盗。かつて「怪盗26号」と警察に呼ばれていたころ、忍び込んだ病院でヘマをやらかし、逃げ込んだ病室にいた少年が、彼の姿を見て勝手につけた名が「ナイトバード」だった。しかしその少年は、特別な血漿がないと手術できない状態だった。そこでバードは少年のために血漿を在日米軍基地から盗みだし病院へ届けた。手術が成功した少年が渡した人形を、今もバードはアジトの金庫に保管している。
盗みに使うハイテク機器はアジトの精密工作室で自力で作り上げたもの。さらには自爆で四散したコンピューターを修理して復活させてしまうほど、ずば抜けた技術を持つ。幼いころからはめているブレスレットが、彼の過去の鍵を握る。
番藤（ばんどう）
ミン（後述）がバードと呼びそうになった時に咄嗟にでっち上げた偽名。後にたびたび使用される。私立探偵をしていることになっている。
柏木 翔（かしわぎ・しょう）
終盤に判明するバードの本名。
ミン
催眠術を使う宝石専門の女怪盗。本名は眠 麻夜（ねむり まや）。とある宝石店に盗みに入ったときにバードと出くわし、パートナーとなる。マンションの上の階に住んでいるのに高所恐怖症。少しずつバードに思いを寄せていく。
闇雲（やみくも）
警視庁特捜課の刑事。コルト・パイソンと濃いサングラスを着用。
たびたび昇進をバードに邪魔されており、専任捜査官としてかけてひたすらバードを追いかける。
速見 麗香（はやみ れいか）
バードが忍び込んだ工場で見張りを務めていた少女。迷彩服に身を包み、男のような喋り方をするその姿は兵士そのもの。しかし見かけのみならず、一流の戦闘技術を持ち、しかも行動までもが男そのもの。
戦闘のエキスパート6人分の知識と経験を特殊な装置によって後天的に与えられた物である。
後に武闘派の私立探偵として開業。
高原博士（たかはら はかせ）
バードがブレスレットの秘密を探っている最中に出会う科学者。（連載当時の）東ドイツで暗殺されたという公式発表だったが、出会った博士はコピーのロボットだった。その記憶を全て託されたコンピューターは、搭載されていた車で暴走した末に自爆したが、バードの手で復活した。彼はバードの過去に深く関わっている。
大道寺 隆王（だいどうじ りゅうおう）
絵画の偽造販売などを手掛ける闇商人。対となった絵画の真作の片方をミンが所有していたためミンと結婚しようとする。ミンのほうも結婚には乗り気だったが、それは大道寺が義歯に用いていた宝石が目当てだった。
後にバードらブレスレット所持者の秘密に気づき、所持者の秘められた超人的な力を開放する手段をバードを実験台にして確立。他のブレスレット所持者に対して取り引きするが、バードほどの精神力を持っていなかったため、力の暴走を引き起こした。
柏木 里緒（かしわぎ りお）
終盤に登場するバードの実の妹。
バード同様に両親から超人的な能力は与えられているが、幼児だった故に不慮の病死などに備えたバードのスペアであるため、ブレスレットは与えられていない。
地球を破壊するための基地での隠遁生活に耐えられず、世界征服を思い立って両親を殺害、バードに世界征服を持ちかける。